# Виловатик
Виловатик — деревня в Борковском сельском поселении Бежецкого района Тверской области России.

## География
Расположена между железнодорожной линией и Краснохолмским шоссе, переходящим в автодорогу 28К-0058. На западе граничит с районным центром — городом Бежецк, южнее деревни протекает река Остречина.

## История
Упоминается в документах в 1627—1677 годов как деревня Виловатки. Владельцами селения были помещики: Иван Заборовский (до 1627), Семен Иванович Заборовский (1627—1646), стряпчий Сергей Матвеевич Заборовский (1677).
По состоянию на 1859 год в деревне проживало 122 жителя в 17 дворах; в 1887 году — 178 жителей в 27 дворах.

## Население
| 2008 | 2010 |
| ---- | ---- |
| 36   | ↗48  |